# Kastelensite
De Kastelensite is een natuur- en cultuurhistorisch gebied in de tot de gemeente Gent behorende plaats Zwijnaarde.
Het is een landelijk gebied aan de rand van de Gentse agglomeratie waarin zich een groot aantal kastelen en hun kasteelparken bevinden. Het ligt tussen de bebouwing van Zwijnaarde, Sint-Denijs-Westrem en De Pinte.

## Plantengroei
In het gebied werden in 1991 een 232-tal plantensoorten aangetroffen. Het belangrijkste zijn in dit verband de planten van oude bossen.
Hoewel het landgoed van Kasteel de Ghellinck het langste onafgebroken als bos in gebruik is geweest, is dat tegenwoordig overwoekerd door rhododendron en kent als zodanig weinig belangwekkende ondergroei. In de overige landgoederen werden onder meer de volgende bosplanten aangetroffen: muskuskruid, bosanemoon, ijle zegge, boszegge, groot heksenkruid, herfsttijloos, lelietje-van-dalen, gewoon sneeuwklokje, wilde hyacint, gele dovenetel, bosbingelkruid, koningsvaren, schaduwgras, adderwortel, veelbloemige salomonszegel, eikvaren, bloedzuring, grote muur, kleine maagdenpalm, donkersporig bosviooltje en bleeksporig bosviooltje.
Op de kapvlakten en in bosranden vindt men: drienerfmuur, framboos, bosbies, bosandoorn, moerasmuur, valse salie en maarts viooltje.

## Kastelen
Naast Kasteel de Ghellinck vindt men in dit gebied het Kasteel Nieuwgoed, het Kasteel De Klosse, het Kasteel Rijvissche, het Predikherenhof en het Kasteel Puttenhove.